# خورشیدگرفتگی ۱۲ دسامبر ۱۹۰۹
خورشیدگرفتگی ۱۲ دسامبر ۱۹۰۹ (به انگلیسی: Solar eclipse of December 12, 1909) یک خورشیدگرفتگی از نوع خورشیدگرفتگی جزئی است. این خورشیدگرفتگی در تاریخ ۱۲ دسامبر ۱۹۰۹ میلادی (‎۲۱ آذر ۱۲۸۸ خورشیدی) روی داد که زمان اوج آن، ساعت ۱۹:۴۴:۴۸ به‌وقت ساعت هماهنگ جهانی بوده‌است.